# Salvador Arango
Salvador Arango (Itagüí, 1944) es un escultor colombiano, conocido por su seudónimo "SAAR".
Inició su formación secundaria en el Instituto de la Universidad de Antioquia. Hizo estudios de pintura y de historia del arte en el Instituto de Artes Plásticas en la Ciudad de Medellín. Es considerado un escultor figurativo, que a través de un estilo geométrico logró encontrar una identidad y un reconocimiento mundial; su estilo se reconoce como geométrico conceptual. 
Sus trabajos en escultura se realizan en diversos materiales, tales como: piedra, mármol, madera, hierro, acero y aluminio. Sin embargo es en la fundición de bronce en donde ha realizado varias obras monumentales ubicadas en diferentes ciudades de Colombia (muchas en Medellín) y otras más pequeñas para colecciones privadas fuera de Colombia.
En 1976, asistió en representación de Colombia, e invitado por la Universidad de Pensilvania de los Estados Unidos, a la Novena Conferencia Internacional de Escultura en la ciudad de New Orleans. En 1978 Documental Filmes de Bogotá realiza "Manos a la Obra", un cortometraje de 15 minutos sobre la vida y obra del escultor; película que fue exhibida en todos los teatros del país, dirigida por Leopoldo Pinzón. En 1990 fue invitado por International Art Conection a representar a Colombia en una gran exposición Internacional de artes plásticas Laura Des Createurs en La Chapelle de la Sorbonne en París.
Las obras de Salvador Arango se destacan en todo el país, obras como:  El Escarabajo, Un Nuevo Amanecer, Vírgenes Negras, La Pensadora, La Dama del Arpa, La Dama de la Justicia, La Dama del Espejo, Reto, Cristo. 